# Emilio Dandolo
Emilio Dandolo (født 5. juli 1830 i Varese, død 20. februar 1859 i Milano) var en italiensk patriot, søn af Tullio Dandolo.
Dandolo deltog i revolutionen i Milano 1848, kæmpede mod østrigerne i Lombardiet og Tyrol, senere mod franskmændene i Rom; kampe, som han senere skildrede. Efter en rejse i Orienten 1850-51 udgav han Viaggio in Egitto, nel Sudan, in Siria ed in Palestina 1850-51 (1854). Hans biografi er forfattet af Giulio Carcano (1872).